# Глубокая (приток Каменистой)
Глубокая — река на полуострове Камчатка в России. Протекает по территории Усть-Камчатского района Камчатского края. Длина реки — 21 км.
Начинается юго-западнее кратера Козей на восточном склоне Ключевской Сопки. Течёт в восточном направлении. В низовье постоянного русла не имеет, протекает по покрытому ольхой склону. Впадает в реку Каменистая слева на расстоянии 13 км от её устья.
По данным государственного водного реестра России относится к Анадыро-Колымскому бассейновому округу.
- Код водного объекта — 19070000112120000017312[2].